# Vrije Nederlandsche Omroep
De Vrije Nederlandsche Omroep was een Nederlandstalige radio-omroep die in de Tweede Wereldoorlog uitzond vanuit de Verenigde Staten.
De omroep zond uit vanuit Boston via de kortegolfzenders van WRUL en richtte zich op Nederlandse zeevarenden en de bevolking in Nederland.
Een keer per week werd een programma uitgezonden voor Nederlands-Indië, Suriname en de Nederlandse Antillen. De omroep maakte deel uit van het Netherlands Information Bureau in New York.
Medewerkers waren Hendrik Willem van Loon, Leopold Abraham Ries, Jan Greshoff, Onno Liebert, Adriaan van der Veen (scriptschrijver), Leo Fuld (zanger) en Carel Goenraad (accordeonist).